# The Bowery Bishop
The Bowery Bishop er en amerikansk stumfilm fra 1924 af Colin Campbell.

## Medvirkende
- Henry B. Walthall som Norman Strong
- Leota Lorraine som Sybil Stuyvesant
- George Fisher som Philip Foster
- Lee Shumway som Tim Brady
- Edith Roberts som Venitia Rigola
- William Ryno som Tony Rigola
- Norval MacGregor som Mr. Kindly